# 對白
對白（英語：Dialogue），又稱台詞，是戲劇角色的對話言詞。在剧本寫作中，占有重要構成部分。獨自一個人的對白稱為獨白，尤其是表露自己所感所思的獨白則稱為內心獨白。傳統戲劇歌唱以外所唸的對白稱為科白。

## 範例
《紅樓夢》第十一回：

王夫人道：“前日听見你大妹妹說，蓉哥儿媳婦儿身上有些不大好，到底是怎么樣？”尤氏道：“他這個病得的也奇。上月中秋還跟著老太太，太太們頑了半夜，回家來好好的。到了二十后，一日比一日覺懶，也懶待吃東西，這將近有半個多月了。經期又有兩個月沒來。”

其中的「王夫人道」、「尤氏道」為提示語，動詞「道」用來點明對白和非對白的區別。
「你大妹妹說」為對白中提示語，點出後接句子「蓉哥儿媳婦儿身上有些不大好」為轉述語句。
其他動詞還有「言」、「曰」、「問」等等。